# مسائل زیست‌محیطی در ایران

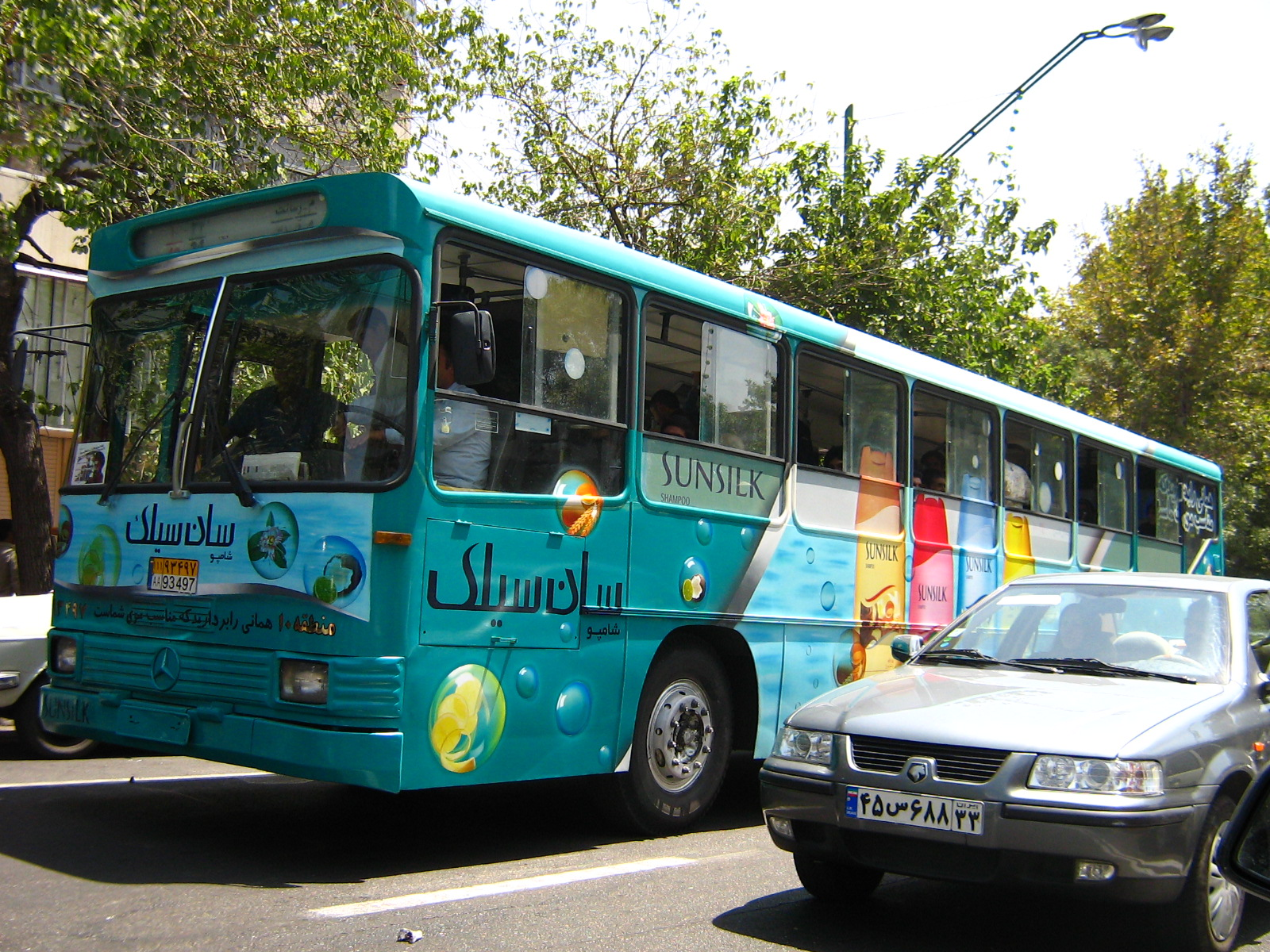
ماشین شخصی در مقابل حمل و نقل عمومی در تهران

یکی از ابَرچالشها یا ابربحران‌های ایران، بحران محیط‌زیست است. این را تقریباً بدون شواهد و استدلال تجربی می‌توان پذیرفت. این مشکل منبعی برای سختی‌های اقتصادی، مشکلات سلامتی، اختلالات اجتماعی و اعتراضات سیاسی اخیر بوده است. تغییرات اقلیمی یکی از عوامل این وخامت بوده، اما سوءمدیریت منابع طبیعی فراوان گذشته ایران نیز در آن نقش داشته است. برای حفظ رفاه ایرانیان و اعتبار دولت، لازم است که دولت این مسائل را به طور مؤثر حل کند.
مسائل زیست‌محیطی در ایران به ویژه در مناطق شهری، شامل تولید گازهای گلخانه‌ای توسط وسایل نقلیه، عملیات پالایشگاه‌ها، و پساب‌های صنعتی است که به آلودگی هوا کمک می‌کنند. بیشتر خودروها از بنزین سرب‌دار استفاده می‌کنند و فاقد تجهیزات کنترل انتشار گازهای گلخانه‌ای هستند. تهران به عنوان یکی از آلوده‌ترین شهرهای جهان ارزیابی شده‌است. بهر حال قرار است در آینده اتوبوس‌ها و ماشین‌هایی که با سوخت طبیعی کار می‌کنند جانشین ناوگان حمل و نقل عمومی کنونی بشوند. در ایران قیمت انرژی هم با پرداخت یارانه بالا، به‌طور مصنوعی پایین نگه داشته شده‌است که این امر منجر به پدید آمدن الگوهای مصرف بسیار ناکارآمد و آلوده‌کننده هوا شده‌است. مدیریت ترافیک، بررسی وسایل نقلیه، استفاده عمومی از دوچرخه برقی و دولت الکتریکی هم بخشی از راه‌حل‌ها هستند.
افزایش بیماری‌های تنفسی در تهران و اراک موجب شد که مسئولان شهر به فکر برنامه‌های کنترل آلودگی بیفتند. هدف این برنامه‌ها کاهش تدریجی میزان مواد شیمیایی مضری است که وارد اتمسفر می‌شوند.

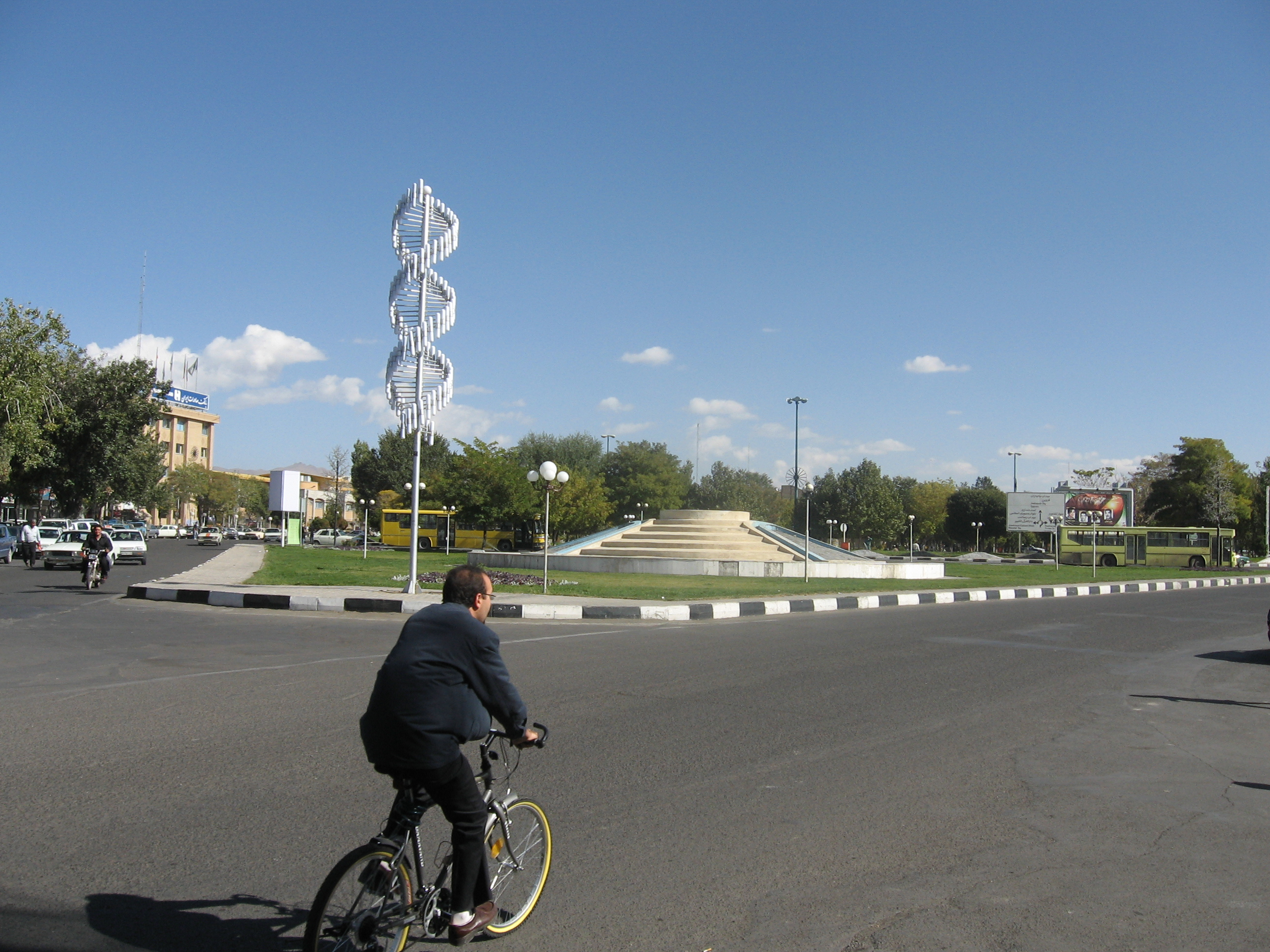
یک دوچرخه‌سوار ایرانی در زنجان

بیشتر قلمرو ایران از چرای بیش از حد، بیابانی شدن، یا جنگل‌زدایی رنج می‌برد. آب‌های زائد صنعتی و شهری رودخانه‌ها، آب‌های ساحلی و زیرزمینی را آلوده کرده‌اند. تالاب‌ها و آب‌های شیرین با گسترش صنعت و کشاورزی به‌طور فزاینده‌ای در حال نابودی هستند و نفت و نشت مواد شیمیایی به زندگی موجودات دریایی خلیج فارس و دریای خزر آسیب رسانده‌است. ایران ادعا می‌کند هجوم بین‌المللی برای توسعه ذخایر نفت و گاز دریاچه خزر آن منطقه را با تهدیدات زیست‌محیطی جدید روبرو خواهد کرد. گرچه سازمان حفاظت محیط زیست ایران از سال ۱۹۷۱ وجود دارد، اما بخاطر اینکه اهداف کوتاه مدت اقتصادی در اولویت قرار گرفته‌اند. ایران هنوز سیاست توسعه پایداری را گسترش نداده‌است.
جاده‌هایی در مناطق حفاظت‌شده ساخته شده‌اند که گاهی برای دسترسی به معادن صنعتی بوده و به یکپارچگی این مناطق که زمانی دست‌نخورده و بکر بودند، آسیب زده‌اند. سازمان حفاظت محیط زیست (DOE) قادر نیست فعالیت‌های وزارتخانه‌های قدرتمند یا نیروهای نظامی را متوقف کند. نیروهای نظامی وارد این مناطق حفاظت‌شده می‌شوند و برای تمرینات نظامی از آن‌ها استفاده می‌کنند. یک نمونه از این موارد، پارک ملی دشت کویر در نزدیکی ورامین است. قبل از انقلاب، اکوتوریسم منظم و قانونمند در این منطقه، به‌ویژه برای بازدید از کاروانسرای قصر بهرام، امکان‌پذیر بود. یوزپلنگ‌ها، غزال‌های ایرانی و گورخرهایی که زمانی در این منطقه زندگی می‌کردند، اکنون دیگر وجود ندارند. دسترسی عمومی غیرقانونی و غیرمحدود نیز در بسیاری از مناطق حفاظت‌شده مجاز است که منجر به تعامل بدون کنترل مردم با حیوانات وحشی و تخلیه زباله‌ها می‌شود. در پارک دشت کویر، بوته‌های خار که پیش از سال ۱۳۵۷ بکر و دست‌نخورده بودند، اکنون با کیسه‌های پلاستیکی پوشیده شده‌اند.
دانشمندان ایرانی و سازمان‌های غیردولتی (NGO) با ریسک خشم تندروها، درباره بحران‌ها صحبت می‌نمایند و در برخی موارد در جهت حل آنها پیشرفت می‌کنند.
بانک جهانی تخمین می‌زند که خسارات وارده بر اقتصاد ایران در اثر مرگهای ناشی از آلودگی هوا ۶۴۰ میلیون دلار است که با ۵٫۱ تریلیون ریال یا ۰٫۵۷ درصد تولید ناخالص داخلی برابر است. زیان بیماری‌های ناشی از آلودگی هوا بر اقتصاد ایران، ۲۶۰ میلیون دلار در سال معادل ۲٫۱ تریلیون ریال تخمین زده شده‌است که برابر با ۰٫۲۳ درصد تولید ناخالص داخلی است. در گزارشی از برنامه محیط زیست سازمان ملل متحد در بین ۱۳۳ کشور ایران از نظر شاخص‌های زیست‌محیطی در رتبه ۱۱۷ قرار داشت.

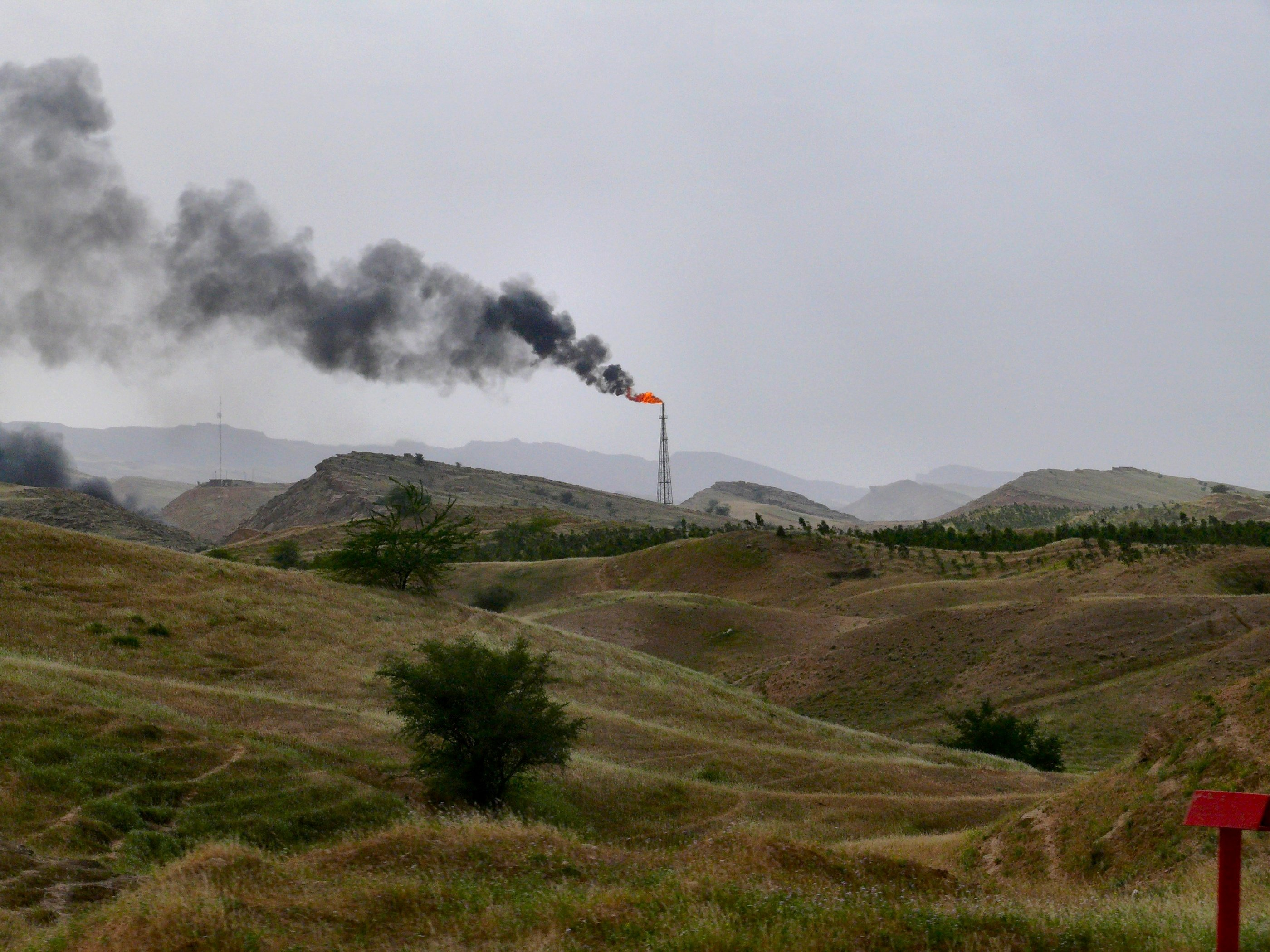
۸۰٪ از آلودگی هوا در تهران مربوط به ماشین‌ها است، ۲۰٪ باقی‌مانده به تولید گازهای گلخانه‌ای توسط کارخانه‌ها و صنعت مربوط است.

## توافق‌نامه‌های عمده زیست‌محیطی
- شرکت در: تنوع زیستی، تغییر اقلیم، تغییر اقلیم پیمان کیوتو، بیابان‌زدایی، گونه‌های در معرض خطر، زباله‌های خطرناک، زباله‌های دریایی، محافظت لایه اُزن، تالاب‌ها و توافق‌نامه پاریس.[۱۶]
- امضا کرده ولی تصویب نکرده‌است:تغییرات زیست‌محیطی، حقوق دریاها، حفاظت از زندگی موجودات دریایی.[۱۶]

## مسائل و معضلات زیست‌محیطی
مسائلی که کشور در این زمینه با آن مواجه است با سایر کشورهای منطقه قابل مقایسه است.

### مخاطرات طبیعی
ایران با چندین بلایای طبیعی مواجه است. خشکسالی‌های دوره‌ای، سیل، طوفان‌های گرد و غبار، طوفان‌های شن، زلزله در امتداد مرز غربی و شمال شرقی

#### زمین‌لرزه (زلزله)
این کشور یکی از فعال‌ترین کشورهای لرزه‌خیز جهان به شمار می‌رود، جایی که چندین گسل اصلی دست‌کم ۹۰ درصد از کشور را می‌پوشاند.

#### تغییراقلیم
تقریباً بیشتر بارش‌های کشور به سمت سیلابی‌شدن حرکت کرده است، اگر چه در کشور مقدار بارش نیز کاهش پیدا کرده است.

#### خشکسالی
خشکسالی یکی دیگر از مخاطرات طبیعی است که عمدتاً ناشی از مدیریت نادرست منابع آب است.

#### فرونشست زمین
بر اساس گزارش سال 95 سازمان زمینشناسی فرونشست زمین در بخش‌های جهرم و فسا در استان فارس سالانه به 54 سانتیمتر رسیده است. یعنی 140 برابر شرایط بحرانی. به گفته درویش در جنوب تهران این عدد تا 36 سانتیمتر در سال رسیده است. در خراسان رضوی، نیشابور، جنوب اصفهان، میبد و اردکان و دیگر شهرها هم با شکاف خیره‌کننده روبه رو هستیم.

### مسائل جاری-زیست‌محیطی
آلودگی هوای ناشی از انتشار گازهای گلخانه‌ای توسط وسایل نقلیه به ویژه در مناطق شهری، عملیات پالایشگاه‌ها، پساب‌های صنعتی، جنگل‌زدایی، چرای بیش از حد، بیابان‌زدایی، آلودگی نفتی در خلیج فارس، خسارت به تالاب‌ها در اثر خشک‌سالی، تخریب خاک (شوری خاک)، ذخیره ناکافی آب آشامیدنی، آلودگی آب ناشی از فاضلاب بی‌حفاظ و پساب صنعتی، شهرنشینی. در سال ۲۰۱۱ ایران از نظر فرسایش خاک رتبه بدترین کشور جهان را داشت. کاهش منابع آب و تخریب زمین، متعاقباً با تأثیرات نامطلوب تغییرات آب‌و‌هوایی تشدید می‌شود.

#### آلودگی هوا
آلودگی هوا نیز یکی از چالش‌های اصلی ایران است. اکثر شهرهای ایران شاهد دوره‌های طولانی آلودگی در فصل زمستان، پدیده گرد و غبار و افزایش ازن سطح زمین در طول تابستان بوده‌اند که برخی از آلاینده‌ها از حد استاندارد ملی فراتر رفته‌اند. به عنوان مثال، غلظت PM2.5 گزارش شده در ایستگاه‌های پایش کیفیت هوا از استانداردها فراتر رفته که نشان‌دهنده شرایط ناسالم است و همچنین قابل ذکر است که بیشتر روزهای آلوده با افزایش غلظت این آلاینده همراه بوده است. در سال ۲۰۱۶، بر اساس گزارش بانک جهانی، شهرهای زابل، بوشهر و اهواز از آلوده‌ترین شهرهای جهان بودند. هزینه این آلودگی، از نظر سلامت انسان و خسارات اقتصادی، بین ۱۳ تا ۳۰ میلیارد دلار در سال برآورد شده بود. در تهران، ۷۰ تا ۸۰ درصد آلودگی هوا ناشی از بخش حمل‌ونقل است و اتوبوس‌ها، مینی‌بوس‌ها و کامیون‌های قدیمی نیمی از این آلودگی را ایجاد می‌کنند. ایران آزمایش‌های سالانه ایمنی و آلایندگی را اجباری نمی‌کند. پس از انقلاب، به‌دلیل تحریم‌های اعمال‌شده از سوی آمریکا، ایران واردات بنزین باکیفیت را متوقف کرد و به‌جای آن تولید داخلی را آغاز کرد. اگرچه استاندارد ملی برای بنزن (که یک ماده سرطان‌زا است) باید کمتر از ۱ درصد حجمی و میزان گوگرد زیر ۲۰ قسمت در میلیون (ppm) باشد، اما در سال ۲۰۱۳ گزارش سالانه کیفیت هوای تهران نشان داد که میزان بنزن به ۲.۸۹ درصد و گوگرد به ۲۰۰ ppm رسیده است.

#### ریزگردها و طوفان‌های شن
بخش‌های مرکزی و شرقی کشور مناطق اصلی تحت تأثیر توفان شن هستند. برخلاف توفان شن، توفان گرد و غبار بیشتر در استان‌های غربی توزیع می‌شود. منشأ آن عمدتاً در نتیجه تخریب تالاب‌های عراق و عربستان سعودی، در مناطق وادی است. بادهای غربی گرد و غبار بیشتری را در سوریه و عراق جمع‌آوری می‌کنند و سپس به ایران می‌رسند. ایران خود ۹۰ درصد خشک یا نیمه‌خشک است که به ایجاد SDS کمک می‌کند. دریاچه ارومیه که زمانی بزرگ‌ترین دریاچه خاورمیانه بود و اکنون تقریباً خشک شده است، همراه با بسیاری از تالاب‌های خشک‌شده دیگر به SDS کمک کرده‌اند. این طوفان‌ها اغلب شامل ذرات ریز معلقی هستند که باعث بیماری‌های قلبی-ریوی می‌شوند. در حال حاضر، بیش از ۵۰ درصد از مرگ‌ومیرهای سالانه در ایران به نوعی بیماری قلبی-عروقی مربوط می‌شود. در سراسر ایران، چرای بیش از حد دام‌ها و کشاورزی ناکارآمد باعث فرسایش خاک، بیابان‌زایی و SDS شده است. گزارش‌ها نشان می‌دهند که فرسایش خاک در ایران ۲.۵ برابر میانگین جهانی است. در استان سیستان و بلوچستان در شرق کشور، بادهایی با سرعت ۶۰ تا ۱۰۰ کیلومتر در ساعت تا پنج ماه در سال می‌وزند و گرد و غبار و شن را به پایتخت استانی زابل، جنوب غرب افغانستان و غرب پاکستان منتقل می‌کنند. در سال ۲۰۱۷، این طوفان‌های گرد و غبار - که پس از انتقال آب رودخانه هیرمند از تالاب‌های هامون به چهار مخزن مصنوعی ایجاد شدند - باعث شد زابل به‌عنوان آلوده‌ترین شهر جهان شناخته شود. در ماه می ۲۰۱۶، سازمان جهانی بهداشت گزارشی منتشر کرد که در آن زابل بدترین آلودگی هوا در جهان را داشت (بر اساس اندازه‌گیری ذرات معلق زیر ۲.۵ میکروگرم؛ در زابل این مقدار ۲۱۷ میکروگرم بر متر مکعب بود). طبق گفته یکی از مقامات محلی، از سال ۲۰۰۰ تاکنون حدود ۶۵۰,۰۰۰ نفر از این منطقه مهاجرت کرده‌اند. استان خوزستان در جنوب غرب ایران به‌ویژه در معرض SDS قرار دارد. روزنامه "تهران تایمز" در گزارشی از یک طوفان شدید که در فوریه ۲۰۱۸ این استان را درنوردید، نوشت: "غلظت ذرات معلق به طرز شگفت‌آوری از سطح خطرناک ۹,۰۰۰ میکروگرم بر متر مکعب فراتر رفت، در حالی که استاندارد کوتاه‌مدت [روزانه] ایالات متحده ۳۵ میکروگرم بر متر مکعب هوا است."طبق گزارش سازمان جهانی بهداشت، پایتخت استانی اهواز یکی از آلوده‌ترین شهرهای جهان است. بیشتر سال، مه زردرنگی شهر را پوشش می‌دهد و ساکنان را با مشکلات قلبی-ریوی روانه بیمارستان‌ها می‌کند.

#### فرسایش خاک
ایران بالاترین رقم فرسایش خاک را در دنیا به خود اختصاص داده است. طبق اعلام وزارت جهادکشاورزی، متوسط فرسایش خاک کشور حدود 16 و نیم تن، برای کل سطوح است -که این میزان بیش از پنج تا 6 برابر میانگین جهانی است- که آن هم در اراضی ملی رخ می‌دهد و در هنگام بارش باران شدید به دلیل فقر پوشش گیاهی، سیلاب های سنگینی جاری شده و میزان فرسایش خاک بالا می‌رود. پژوهشگران می‌گویند فرسایش خاک می‌تواند به بزرگ‌ترین چالش محیط زیستی کشور تبدیل شود. فرسایش یعنی خاک آن قدر تخریب می‌شود که حاصلخیزی‌اش از بین می‌رود. گیاه که نروید، به میزان زمین‌های بیابانی اضافه می‌شود و ایرانی که بخش زیادی از مساحتش خشک است، با فضای ناملایم‌تری از تخریب محیط زیست آشناتر می‌شود؛ فرآیندی که فراوانی آن در ایران قابل توجه است و عمدتاً تغییر اقلیم و خشکسالی ازجمله عوامل زمینه‌ساز فرسایش خاک به شمار می‌رود، بااین حال روش‌های مدیریت خاک در کشاورزی، دامداری، منابع طبیعی و جنگل‌ها و عملیات راهسازی نیز به عنوان عوامل انسانی در وقوع این پدیده موثرند.

#### دفع زباله

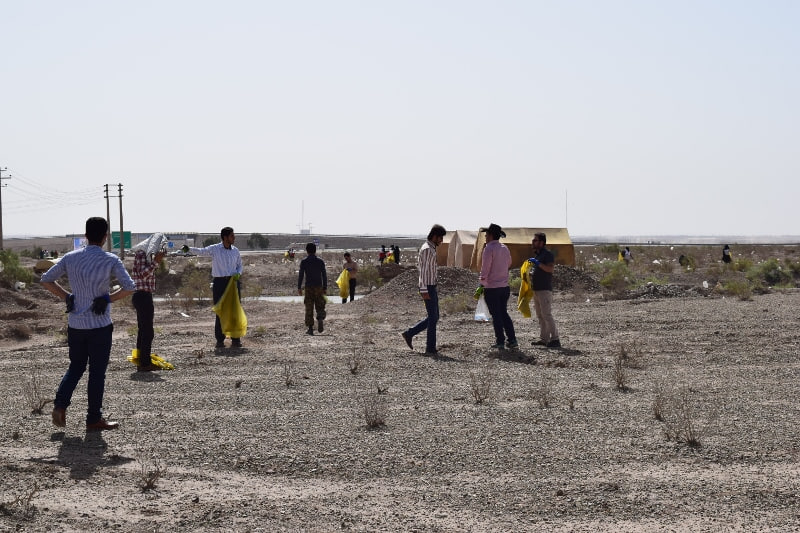
پروژه محیط زیستی ایران خانه پدری جهت کاهش مصرف کیسه های پلاستیک وجمع آوری کیسه های پلاستیکی رها شده در تقاطع اتوبان تهران گرمسار و محور گرمسار قم

هر روز در کشور ۵۰۰۰۰ تن زباله تولید می‌شود که حدود ۷۰ تا ۸۰ درصد آن به صورت بهداشتی دفع می‌شود. ایران سالانه بیش از ۸ میلیون تن مواد زائد خطرناک تولید می‌کند. (۲۰۱۶)‌ سالانه ‌میلیون‌ها تن کود شیمیایی‌ و سم‌، وارد محیط ‌زیست‌ می‌شود. ازطرفی‌ راه‌سازی‌ و خانه‌سازی‌ خطری جدی محسوب میگردد.

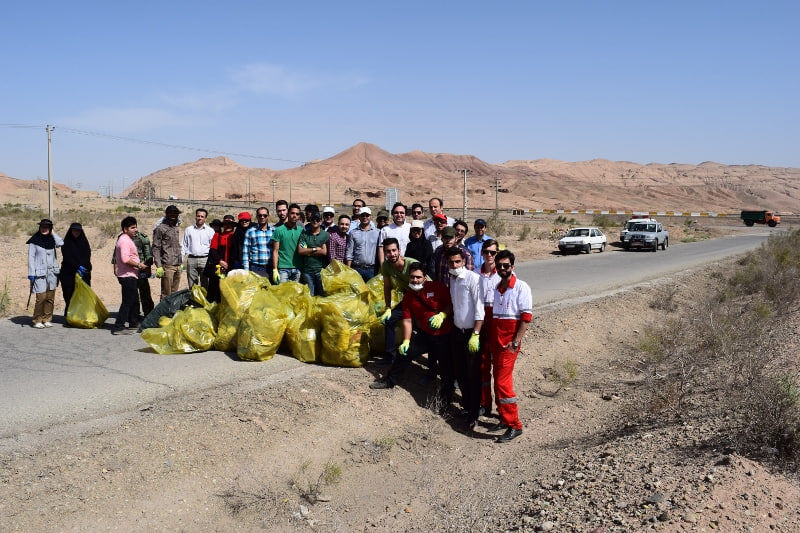
پروژه محیط زیستی ایران خانه پدری جهت کاهش مصرف کیسه های پلاستیک وجمع آوری کیسه های پلاستیکی رها شده در تقاطع اتوبان تهران گرمسار و محور گرمسار قم

#### فاضلاب
در سراسر ایران، فاضلاب صنعتی و شهری تصفیه‌نشده (به‌ویژه از بیمارستان‌ها) نیز زمین، رودخانه‌ها و آب‌های زیرزمینی را آلوده می‌کند. کمتر از ۴۰ درصد جمعیت به تصفیه‌خانه‌های فاضلاب عملیاتی دسترسی دارند و استفاده از آب بطری شده رایج است. بر اساس تحقیقات اخیر، ایران در میان کشورهایی قرار دارد که بیشترین استفاده از فاضلاب تصفیه‌نشده برای آبیاری زمین‌های کشاورزی را دارد و این امر سلامت میلیون‌ها شهروند را تهدید می‌کند. این فاضلاب حاوی عوامل بیماری‌زایی است که ممکن است منجر به شیوع بیماری‌های مسری مانند وبا شود. اگرچه بسیاری از تصفیه‌خانه‌های فاضلاب در حال برنامه‌ریزی یا ساخت هستند، اما کمبود بودجه کافی وجود دارد. تخلیه کنترل‌نشده کودها و آفت‌کش‌های کشاورزی منبع دیگری از آلودگی آب‌های سطحی و زیرزمینی است.

#### جنگل‌تراشی
ایران هرگز جنگل زیادی نداشته است و در طول نیم‌قرن گذشته نزدیک به نیمی از آن ناپدید شده‌است. آخرین آمار نشان می‌دهد که پوشش جنگلی به حدود ۱۱ میلیون هکتار کاهش یافته است که تنها ۶ درصد از کل کشور است. عوامل اصلی، تبدیل جنگل به زمین زراعی، قطع درختان، شهرنشینی و ویلاهای تعطیلات است. آتش‌سوزی در سال‌های اخیر خسارات سنگینی به‌ویژه در کوه‌های زاگرس و در پارک ملی گلستان -اولین ذخیره‌گاه زیست‌کره ایران و جایگاه تقریباً ۲۰ درصد از گونه‌های گیاهی ایران- به بار آورده‌است. چند سال پیش، بلوط‌‌های زاگرس -که تقریباً نیمی از پوشش جنگلی باقی‌مانده ایران را تشکیل می‌دهند- شروع به تسلیم شدن در برابر پاتوژن قارچی کشنده Biscogniauxia mediterranea کردند که باعث آفتی به نام بیماری زغالی بلوط می‌شود. علاوه بر این، به دلیل کاهش بارندگی و خشکسالی‌های بیشتر، آتش‌سوزی در جنگل‌ها در حال افزایش است.